# Odax acroptilus
Odax acroptilus és una espècie de peix pertanyent a la família dels odàcids.

## Descripció
- Pot arribar a fer 24 cm de llargària màxima.[3][4]

## Hàbitat
És un peix marí, associat als esculls rocallosos coberts de macroalgues de color marró i àrees de pastures marines de fulla ampla (com ara, Posidonia), i de clima subtropical (31°S-41°S) que viu entre 1 i 15 m de fondària.

## Distribució geogràfica
Es troba a l'Índic oriental: la costa meridional d'Austràlia (des de Bacon Island -Austràlia Occidental- fins a Newcastle -Nova Gal·les del Sud-, incloent-hi la costa septentrional de Tasmània).

## Observacions
És inofensiu per als humans.